# Colobothea flavomaculata
Colobothea flavomaculata är en skalbaggsart som beskrevs av Bates 1865. Colobothea flavomaculata ingår i släktet Colobothea och familjen långhorningar. Inga underarter finns listade i Catalogue of Life.